# Onøya
Onøya est une île de la commune de Lurøy , en mer de Norvège dans le comté de Nordland en Norvège.

## Description
L'île de 7,7 km2 se trouve immédiatement au sud de l'île de Lurøya et au sud-ouest de l'île de Stigen. L'île est reliée à Lurøya par un petit pont. Onøya se trouve juste à l'ouest de l'embouchure du fjord Sjona (en). En plus du pont reliant le nord à Lurøya, Onøya dispose d'une liaison par ferry vers Stokkvågen sur le continent et vers Solvær plus à l'ouest